# Human Powered Health/2023
Deze pagina geeft een overzicht van de Human Powered Health-wielerploeg in 2023.

## Algemene gegevens
Teammanager: Ro De Jonckere
Ploegleiders: Jonas Carney, Andrew Bajadali, Luuc Bugter, Clark Sheehan, Eric Wohlberg, Hendrik Redant, Jonathan Patrick McCarty
Fietsmerk:

## Renners
| Naam                     | Geboortedatum | Nationaliteit       | Ploeg 2022                         |
| ------------------------ | ------------- | ------------------- | ---------------------------------- |
| Kristian Aasvold         | 30-05-1995    | Noorwegen           |                                    |
| Stanisław Aniołkowski    | 20-01-1997    | Polen               | Bingoal Pauwels Sauces WB          |
| Alan Banaszek            | 30-10-1997    | Polen               | HRE Mazowsze Serce Polski          |
| Stephen Bassett          | 27-03-1995    | Verenigde Staten    |                                    |
| Charles-Étienne Chrétien | 19-06-1999    | Canada              | Premier Tech U23 Cycling Project   |
| Pier-André Coté          | 24-04-1997    | Canada              |                                    |
| Adam de Vos              | 21-10-1993    | Canada              |                                    |
| Paul Double              | 25-06-1996    | Verenigd Koninkrijk | Mg.K Vis-Color for Peace-VPM       |
| Matthew Gibson           | 02-09-1996    | Verenigd Koninkrijk |                                    |
| Cory Greenberg           | 23-01-1988    | Verenigde Staten    | Akkon                              |
| Chad Haga                | 26-08-1988    | Verenigde Staten    |                                    |
| Gage Hecht               | 18-02-1998    | Verenigde Staten    |                                    |
| August Jensen            | 29-08-1991    | Noorwegen           |                                    |
| Colin Joyce              | 06-08-1994    | Verenigde Staten    |                                    |
| Wessel Krul              | 28-01-2000    | Nederland           |                                    |
| Bart Lemmen              | 14-10-1995    | Nederland           | VolkerWessels Cycling Team         |
| Scott McGill             | 20-09-1998    | Verenigde Staten    | Wildlife Generation Pro Cycling    |
| Barnabás Peák            | 29-11-1998    | Hongarije           | Intermarché-Wanty-Gobert Matériaux |
| Benjamin Perry           | 07-03-1994    | Canada              | WiV SunGod                         |
| Sebastian Schönberger    | 14-05-1994    | Oostenrijk          | B&B Hotels - KTM                   |
| Embret Svestad-Bårdseng  | 01-09-2002    | Noorwegen           | Team Coop                          |
| Gijs Van Hoecke          | 12-11-1991    | België              | AG2R-Citroën                       |
| Sasha Weemaes            | 09-01-1998    | België              | Sport Vlaanderen-Baloise           |

### Vertrokken
| Naam              | Geboortedatum | Nationaliteit    | Ploeg 2023             |
| ----------------- | ------------- | ---------------- | ---------------------- |
| Nathan Brown      | 07-07-1991    | Verenigde Staten | Gestopt                |
| Robin Carpenter   | 20-06-1992    | Verenigde Staten | L39ION of Los Angeles  |
| Arvid de Kleijn   | 21-03-1994    | Nederland        | Tudor Pro Cycling Team |
| Ben King          | 22-03-1989    | Verenigde Staten | Gestopt                |
| Gavin Mannion     | 24-08-1991    | Verenigde Staten | Gestopt                |
| Kyle Murphy       | 05-10-1991    | Verenigde Staten | L39ION of Los Angeles  |
| Joey Rosskopf     | 05-09-1989    | Verenigde Staten | Q36.5 Pro Cycling Team |
| Keegan Swirbul    | 02-09-1995    | Verenigde Staten | Vigo-Rias Baixas       |
| Nickolas Zukowsky | 03-06-1998    | Canada           | Q36.5 Pro Cycling Team |

## Overwinningen
Internationale kampioenschappen
Pan-Amerikaanse Spelen - wegwedstrijd, elite: Pier-André Coté
Nationale kampioenschappen wielrennen
Polen - wegrit: Alan Banaszek
O Gran Camiño
Puntenklasssement: Sebastian Schönberger
Ronde van Griekenland
1e etappe Stanisław Aniołkowski
4e etappe Stanisław Aniołkowski
Ronde van Hongarije
Bergklassement: Sebastian Schönberger
Ronde van Langkawi
7e etappe: Sasha Weemaes
Bingoal Pauwels Sauces WB · Bolton Equities Black Spoke · Burgos-BH · Caja Rural-Seguros RGA · EOLO-Kometa · Equipo Kern Pharma · Euskaltel-Euskadi · Green Project-Bardiani-CSF-Faizanè  · Human Powered Health · Israel-Premier Tech · Lotto-Dstny · Q36.5 Pro Cycling Team · Team Corratec · Team Flanders-Baloise · Team Novo Nordisk · Team TotalEnergies · Tudor Pro Cycling Team · Uno-X Pro Cycling Team
Mannen: 2020 ·2021 · 2022 · 2023
Vrouwen: 2020 · 2021 · 2022 · 2023 · 2024 · 2025